# 草莓花杜鹃
草莓花杜鹃（学名：Rhododendron fragariiflorum）为杜鹃花科杜鹃花属下的一个种。

## 扩展阅读
- 維基物種上的相關：草莓花杜鹃